# Mysidia hyalina
Mysidia hyalina är en insektsart som beskrevs av Broomfield 1985. Mysidia hyalina ingår i släktet Mysidia och familjen Derbidae. Inga underarter finns listade i Catalogue of Life.